# モンスターファームラグーン
『モンスターファームラグーン』はテクモが2010年1月7日からゲームポットの運営で行われていたオンラインゲーム。
2009年12月15日にプレオープンサービス開始を開始し、2010年1月7日から正式にサービス開始となった。
2010年7月1日にサービス維持が困難との理由からサービス終了が発表され、2010年8月31日に全てのサービスが終了。

## 概要
『モンスターファームオンライン』の後継作で、2008年11月3日の休止から1年間の再開発期間を経てタイトル変更と共にサービスを開始した。
基本的なシステムはモンスターファームオンラインと同じでシリーズ恒例の円盤石再生もある。
また、育成可能なモンスターと敵モンスターの一部にアニメ版モンスターファームのモンスターが登場している。
『モンスターファームシリーズ』は本作のサービス終了から2019年に移植版『モンスターファーム』が配信されるまでの約10年間新作の発表がなかった。

## ストーリー
前作オンラインから時が流れ、大海粛（だいかいしゅく）と呼ばれる災害が起きてしまう。
世界は海に覆われ島と塔が残されたが、人々は再びモンスターと共に立ち上がり、「第三の災厄」と呼ばれる災害を防ぐために大海原へと漕ぎ出す。

## 舞台
世界そのものは前作と同じだが大海粛によって世界の様相は変わっており、かつての舞台であったシディララマは崩壊、ユタトラ島と呼ばれる島を拠点に各地にある島々を舞台としている。

## システム
従来のシリーズと同じく神殿でモンスターを再生する点は同じ。ただし最初は決められた三種族の内一種を必ず選択する。
育成は
1. 習熟度を溜める
2. 餌を与える

という手順を繰り返すことでモンスターは成長する。習熟度は冒険を行うなどで溜めることができ、餌は街で購入する他冒険地で入手することができる。

## ステータス
基本ステータスは8種類に分類され、それぞれの最大値は999、8種の合計値は最大2400までとなっている。今作では寿命の概念が無いのでどのモンスターでも育成を続けることでステータスを最大値まで上げることができる。
レベル
モンスターのレベル。8種類の合計値が一定を超えると一つ上がる。
ライフ
モンスターのHPを表す。
ちから
多くの近距離系の技、火属性賢さ技の威力が上昇する。
かしこさ
多くの遠距離系の技、火属性ちから技の威力が上昇する。
器用
小技、氷属性技の威力が上昇。チェーンタイムの発生確率・継続時間が上昇する。
集中
大技、雷属性技の威力が上昇。501以上に成長させることでクリティカルの発生確率が上昇する。
耐久力
多くの近距離系の技から受けるダメージを軽減。土属性技の威力が上昇する。
精神力
多くの遠距離系の技から受けるダメージを軽減。水属性技の威力が上昇する。
サポート
状態異常打撃、妨害などの技、風属性技の威力が上昇。501以上に成長させることで一部補助技の効果時間が向上する。

## モンスター
従来のシリーズの合体、前作の転生と言ったシステムは存在しないため、基本種とその亜種という形で存在する。（例：コルヌーの亜種＝クエルノ）
コルヌー種
ゴリラの様な姿で頭部に角があるモンスター。土属性を得意とし力と耐久力のステータスが高い。
アンテロ種
山羊の様な姿のモンスター。雷属性を得意とし平均的なステータスを持つ。
キキモ種
リスの様な姿で宝石のような尻尾を持つモンスター。火属性を得意としかしこさのステータスが高い。
アニャムー種
2本の尻尾を持つ猫の様な姿のモンスター。万能属性を得意とし精神力のステータスが高い。今作のマスコット的存在。
シグニール種
爬虫類の様な姿のモンスター。風属性を得意とし精神力のステータスが高い。
シグエ種
鶏の様な姿のモンスター。火と風属性を得意とし力のステータスが高い。
マムー種
マンモスの様な姿のモンスター。土と氷属性を得意としライフのステータスが高い。
グロブスト種
触手を持つ奇妙な姿のモンスター。火属性を得意とする。
サラマンダー種
雪うさぎの様な姿のモンスター。火属性を得意としサポートのステータスが高い。
ペンタ種
ペンギンの様な姿のモンスター。氷属性を得意とする。
ゼッカ種
蜘蛛の様な姿のモンスター。雷属性を得意とする。
ザイン種
家庭機用シリーズに登場するザン種に似た姿を持つモンスター。風属性を得意とする。
ライガー種
シリーズお馴染みの犬の様な姿のモンスター。雷と氷属性を得意とし器用、集中のステータスに優れる。
ピクシー種
シリーズお馴染みの妖精の様な姿のモンスター。火と雷属性を得意とし賢さのステータスが高い。
パンチョ種
南瓜を持ったモンスター。火と土属性を得意とし耐久のステータスが高い。
ハム種
シリーズお馴染みの二足歩行の兎の様な姿のモンスター。風属性を得意とし力のステータスが高い。
モッチー種
シリーズお馴染みの桜餅の様な姿のモンスター。火と水属性を得意とし耐久、精神、サポートのステータスに優れる。
ワーム種
芋虫の様な姿のモンスター。土属性を得意とし精神、サポートのステータスに優れる。
ヘンガー種
シリーズお馴染みのカラクリロボットのモンスター。火と雷属性を得意とし器用、集中のステータスに優れる。
ゴーレム種
シリーズお馴染みの岩の体を持つモンスター。土属性を得意とし力のステータスが高い。
デュラハン種
甲冑の姿をしたモンスター。風と雷属性を得意とし力のステータスが高い。
スエゾー種

ウンディーネ種

プラント種

ドラゴン種

## 遠征
今作の中心となるシステム。シリーズで言う冒険にあたり、拠点となるユタトラ島から船で出発する。設定上は塔となっており、フロアに居る敵モンスターを殲滅することで次のフロアへと移動するダンジョン形式となっている。
餌や合成素材、装備品などは大半が遠征で入手する形となっており、習熟度を溜める基本手段でもある。

### 遠征地
以下にダンジョンのテクスチャーによる種類を記す。
石造り
人工的な石造りのテクスチャーで構成される塔。チュートリアル等で行ける場所。
植物
石造りに植物が侵食したテクスチャーで構成される塔。植物や獣モンスターが生息する。
水晶
階下が透けて見える水晶のテクスチャーで構成される塔。竜や昆虫モンスターが生息する。
氷結
凍りついたテクスチャーで構成される塔。ストーリー進行に関わる場所。
瘴気
禍々しい雰囲気のテクスチャーで構成される塔。ストーリー上重要な場所で強力なモンスターが多い。
遺跡
前作にも登場した「クナレヤ遺跡」のテクスチャーで構成される遠征地。ゴーレム、ヘンガー、デュラハンと言ったモンスターが生息する。
船上
特殊フロア。遠征に出発した際一定確率で強制的にこのMAPになる他、指定して行くこともできる。
海岸
特殊フロア。船上をクリア後一定確率で行くことができるボーナスステージ。見た目は海岸であるが遠征地名は「クレハザ岬」。
丘陵
前作にも登場した「ルセタラ丘陵」のテクスチャーで構成される遠征地。
廃都
前作の拠点であった「シディララマ」が災厄で廃墟化した遠征地。
盆地
特殊ステージで非常に広いフロア。ボーナスステージの様な遠征地。